# Lijst van nummer 1-hits in Zwitserland in 2009
Deze hits stonden in 2009 op nummer 1 in de Schweizer Hitparade, de bekendste hitlijst in Zwitserland.
| Datum        | Artiest                                | Titel                    |
| ------------ | -------------------------------------- | ------------------------ |
| 4 januari    | Jodlerklub Wiesenberg & Francine Jordi | Das feyr vo dr sehnsucht |
| 11 januari   | Katy Perry                             | Hot n cold               |
| 18 januari   | Katy Perry                             | Hot n cold               |
| 25 januari   | Katy Perry                             | Hot n cold               |
| 1 februari   | Katy Perry                             | Hot n cold               |
| 8 februari   | Katy Perry                             | Hot n cold               |
| 15 februari  | James Morrison & Nelly Furtado         | Broken strings           |
| 22 februari  | James Morrison & Nelly Furtado         | Broken strings           |
| 1 maart      | James Morrison & Nelly Furtado         | Broken strings           |
| 8 maart      | Silbermond                             | Irgendwas bleibt         |
| 15 maart     | Lady Gaga                              | Poker face               |
| 22 maart     | Lady Gaga                              | Poker face               |
| 29 maart     | Lady Gaga                              | Poker face               |
| 5 april      | Lady Gaga                              | Poker face               |
| 12 april     | Lady Gaga                              | Poker face               |
| 19 april     | Lady Gaga                              | Poker face               |
| 26 april     | Lady GaGa                              | Poker face               |
| 3 mei        | Lady Gaga                              | Poker face               |
| 10 mei       | Milow                                  | Ayo technology           |
| 17 mei       | Milow                                  | Ayo technology           |
| 24 mei       | Milow                                  | Ayo technology           |
| 31 mei       | Daniel Schuhmacher                     | Anything but love        |
| 7 juni       | Milow                                  | Ayo technology           |
| 14 juni      | Milow                                  | Ayo technology           |
| 21 juni      | Milow                                  | Ayo technology           |
| 28 juni      | Baschi, Bligg, Ritschi, Seven & Stress | Stahn uf                 |
| 5 juli       | David Guetta & Kelly Rowland           | When love takes over     |
| 12 juli      | David Guetta & Kelly Rowland           | When love takes over     |
| 19 juli      | David Guetta & Kelly Rowland           | When love takes over     |
| 26 juli      | David Guetta & Kelly Rowland           | When love takes over     |
| 2 augustus   | David Guetta & Kelly Rowland           | When love takes over     |
| 9 augustus   | David Guetta & Kelly Rowland           | When love takes over     |
| 16 augustus  | David Guetta & Kelly Rowland           | When love takes over     |
| 23 augustus  | David Guetta & Kelly Rowland           | When love takes over     |
| 30 augustus  | The Black Eyed Peas                    | I gotta feeling          |
| 6 september  | The Black Eyed Peas                    | I gotta feeling          |
| 13 september | The Black Eyed Peas                    | I gotta feeling          |
| 20 september | The Black Eyed Peas                    | I gotta feeling          |
| 27 september | The Black Eyed Peas                    | I gotta feeling          |
| 4 oktober    | The Black Eyed Peas                    | I gotta feeling          |
| 11 oktober   | The Black Eyed Peas                    | I gotta feeling          |
| 18 oktober   | The Black Eyed Peas                    | I gotta feeling          |
| 25 oktober   | Robbie Williams                        | Bodies                   |
| 1 november   | Robbie Williams                        | Bodies                   |
| 8 november   | Robbie Williams                        | Bodies                   |
| 15 november  | Robbie Williams                        | Bodies                   |
| 22 november  | Robbie Williams                        | Bodies                   |
| 29 november  | Melanie Fiona                          | Monday morning           |
| 6 december   | Melanie Fiona                          | Monday morning           |
| 13 december  | Melanie Fiona                          | Monday morning           |
| 20 december  | Melanie Fiona                          | Monday morning           |
| 27 december  | Geen Top 75 verschenen                 | Geen Top 75 verschenen   |